# أرت روس
أرت روس (بالإنجليزية: Art Ross)‏ (و. 1886 – 1964 م) هو لاعب هوكي الجليد، من كندا، توفي في ميدفورد، عن عمر يناهز 78 عاماً.

## جوائز
حصل على جوائز منها:
- كأس ستانلي.

## روابط خارجية
- أرت روس على موقع دوري الهوكي الوطني (الإنجليزية)
- أرت روس على موقع EliteProspects.com (الإنجليزية)
- أرت روس على موقع HockeyDB.com (الإنجليزية)
- أرت روس على موقع Hockey-Reference.com (الإنجليزية)
- أرت روس على موقع قاعة كندا للمشاهير الرياضية (الإنجليزية)